# Ультрас

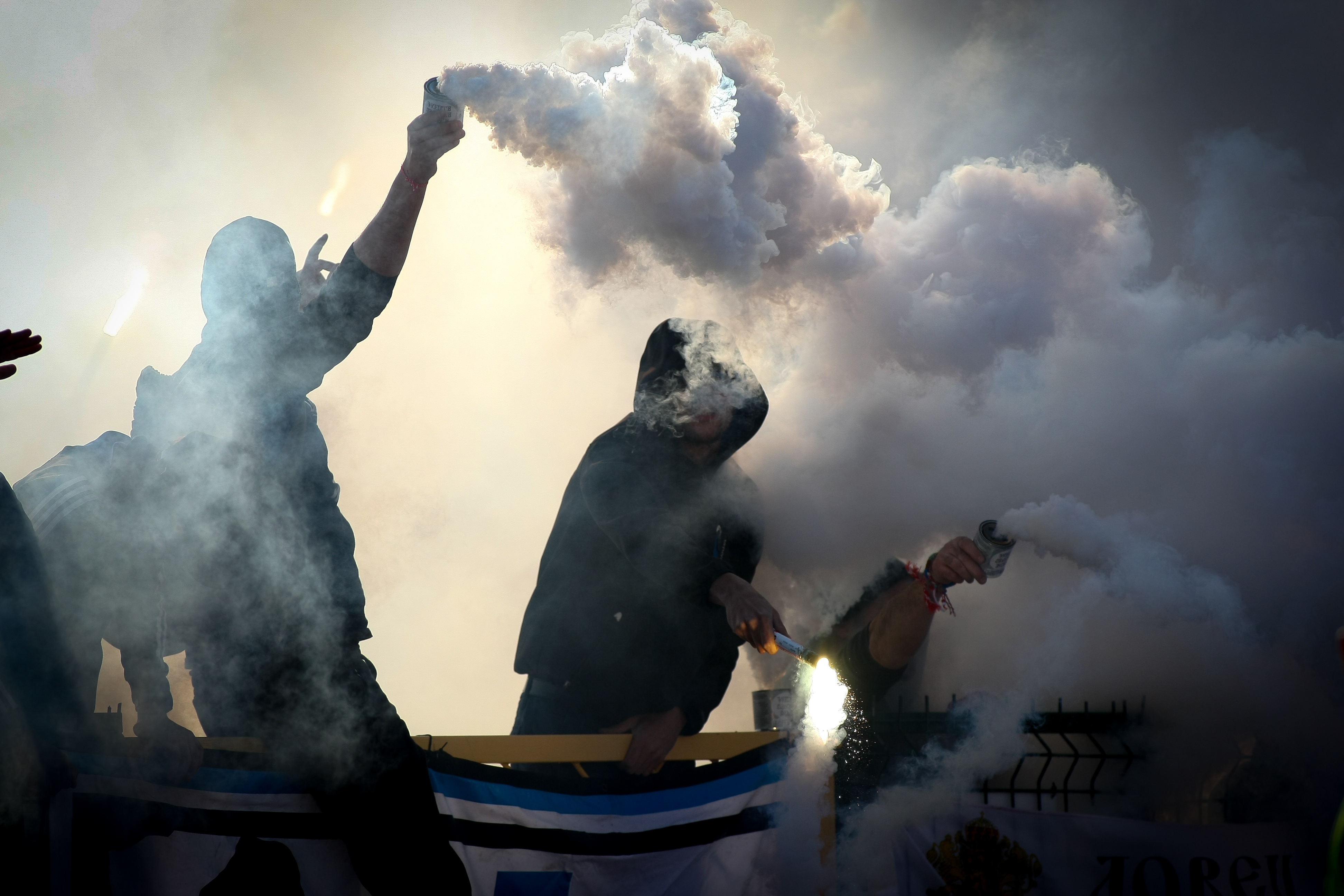
Ультрас

Движение «У́льтрас», или просто У́льтрас — организованные группы из болельщиков для поддержки спортивных команд, главным образом футбольных клубов. Наибольшее распространение это явление получило в Европе и Латинской Америке, но присутствует и в странах других континентов.

## История развития
Первые организованные ультрас появились после Второй мировой войны. Первая ультрас-группа появилась 28 октября 1950 года у клуба «Хайдук (Сплит)» — «Torcida Split», несмотря на то, что у футбольного клуба «Ференцварош», группа («B-Közép Ferencváros») появилась в 1928 году и в 1939 году появилась группа «Torcida Uniformizada São Paulo» у клуба «Сан-Паулу». А в 1951 году возникла ультрас-группировка у «Торино» — «Fedelissimi Granata». 
Итальянская форма боления в дальнейшем распространилась на многие европейские страны.
Родиной ультрас можно считать Европу и Латинскую Америку. 
Самыми развитыми считаются ультрас таких стран: Германия, Греция, Италия (в 1989 году в Италии насчитывалось примерно 100 000 ультрас), Польша, Турция, Швеция, страны бывшей Югославии (хорватская фанатская группировка BBB прославилась драками и войной с УЕФА) и ряда других стран Европы. 
В России движение «Ультрас» имеют многие клубы высшего, первого и даже второго дивизионов. Впрочем, с введением Fan ID в российской футбольной Премьер-лиге в 2022 году российские ультрас объявили бойкот данной системе, перестав посещать матчи РПЛ и переключившись на фарм-клубы («двойки») своих команд в низших лигах или команды клуба в других видах спорта.
В Южной Америке ультрас называются «Барра Бравас»; на этом континенте самыми ярыми являются «Барра Бравас» Аргентины, Бразилии, Колумбии, Уругвая, Чили. В Бразилии распространён термин «торсида(с) организада(с)».
На территории Мезоамерики главными ультрас считаются «Барра Бравас» Мексики.
В последнее время ультрас-движение стало интенсивно развиваться на территориях Северной Африки, Передней Азии, Восточной Азии, Юго-Восточной Азии. 
Также развитие идёт в Австралии, Канаде, США.

### Старейшие группировки
- «B-Közép Ferencváros» (1928) — «Ференцварош»
- «Torcida Uniformizada São Paulo» (1939) — «Сан-Паулу»
- «Torcida Split» (1950) — «Хайдук (Сплит)»
- «Fedelissimi Granata» (1951) — «Торино»
- «Aficionados» (1962) — «Интернационале»

## Структура
Группировка Ультрас — это, как правило, официально незарегистрированная структура, которая объединяет от десяти до нескольких тысяч наиболее активных фанатов, занимающихся всевозможным информационным продвижением и поддержкой своей команды — промоатрибутикой, популяризацией своего движения (граффити, стикеры, листовки и т. д.), распространением и продажей билетов, организацией специальных шоу (саппорт, перформанс) на трибунах, организацией выездов на гостевые матчи любимой команды.
Организация, как правило, существует за счёт членских взносов своих участников. Наиболее мощные европейские организации имеют прямой контакт с высшим руководством своих футбольных клубов и, как уже не раз случалось, оказывали сильнейшее влияние на политику клуба. Случалось даже, что ультрас решали вопросы в пользу или против некоторых игроков и других решений клуба.
В Италии практически все крупные клубы советуются с лидерами своих ультрас по всем вопросам, способным вызвать некий резонанс на трибунах. Помимо этого, практически, все европейские группировки ультрас имеют некие коммерческие отношения с клубом. Клуб даёт возможность ультрас заработать на атрибутике, билетах.
Крупнейшие группировки ультрас активно участвуют в коммерческой деятельности поддерживаемых команд, содержат свои собственные магазины, бары и пивные залы, недвижимость, получая, таким образом, необходимые суммы для организации кореографии на трибунах. Эти затраты могут достигать десятков тысяч долларов за один матч.

## «Ультрас-культура»
«Ультрас-культура» — это смесь нескольких стилей поддержки команды: от развевания шарфов и флагов из раннего английского «боления», бразильской торсиды и первоначального итальянского стиля.
7 основных правил ультрас:

- Не переставать поддерживать команду, невзирая на ход матча и на результат;
- Не садиться во время матча;
- Посещать все возможные матчи своего клуба, несмотря на цены и расстояние;
- Верность заряжающему (человеку, стоящему там, где находится группа);
- «Отстаивать клубные цвета»;
- Помогать развитию ультра-культуры популяризацией движения;
- Быть преданным клубу.

## Атрибутика ультрас

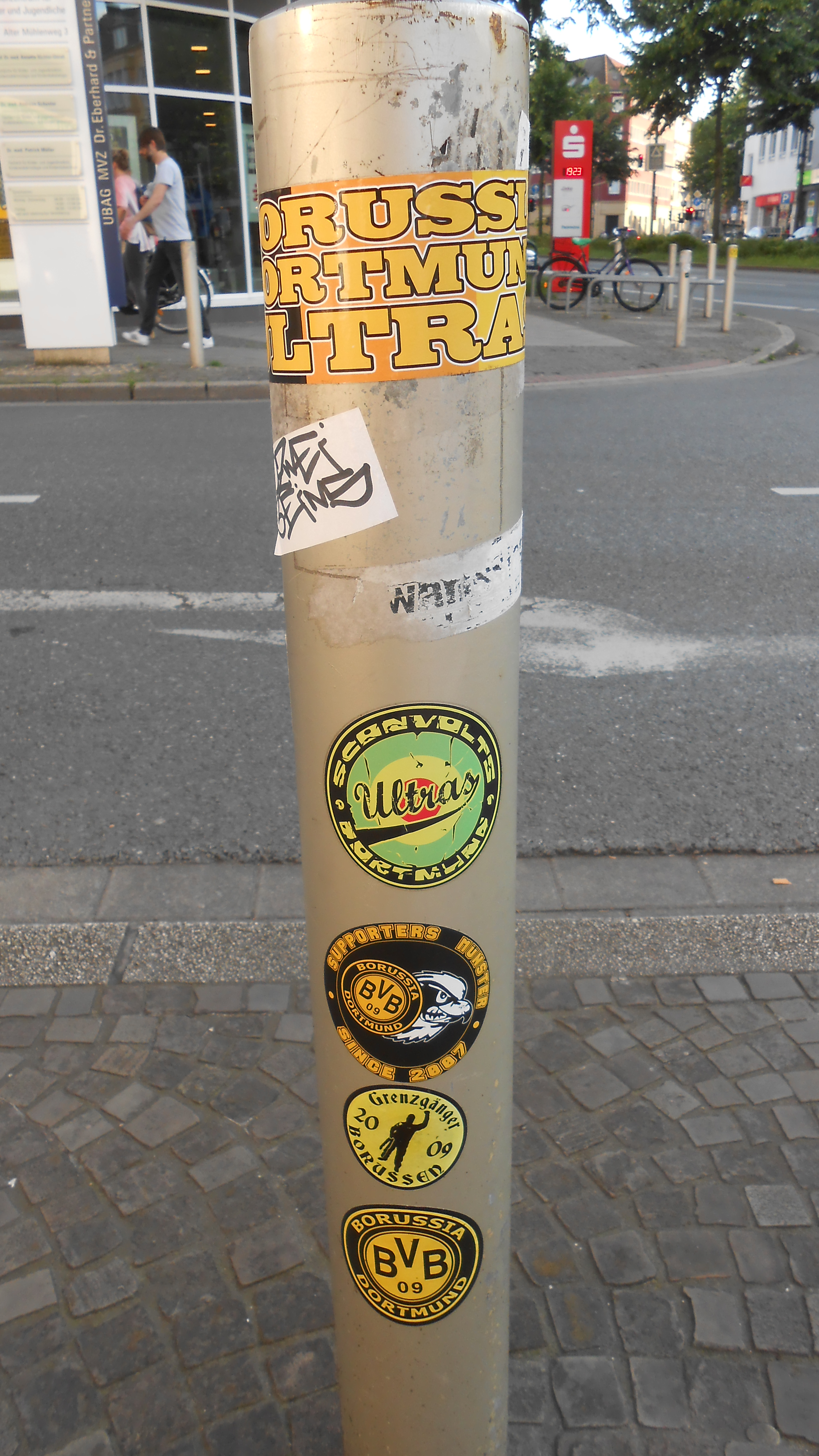
Наклейки ультрас-группировки, поддерживающей футбольный клуб Боруссия.

- Шарфы (в России и СНГ на сленге — «розы»; почему-то в советское время фанаты стали называть свои шарфы «розетками» или «розами», хотя «rosette» — это ленточка цветов клуба, которую прикалывали к груди европейские болельщики ещё до появления моды на шарфы).
- Флаги.
- Растяжки (транспаранты, не путать с баннерами).
- Баннеры.
- Двуручники.
- Наклейки
- Пиротехнические изделия.

## В искусстве
- книга Фабрика футбола (1997, Джон Кинг)
- Ультра (фильм, 1991, Италия)
- Хулиганы Зелёной улицы (фильм, 2005, Великобритания-США)
- Клетка (документальный фильм, 2003, Польша)
- Удостоверение (фильм, 1995, Великобритания-Германия)
- х/ф Фабрика футбола (фильм, 2004, Великобритания)
- х/ф Касс (фильм, 2008, Великобритания)
- х/ф Фирма (фильм, 2009, Великобритания)
- х/ф Околофутбола (фильм, 2013, Россия)
- х/ф «Ультрас»[англ.] (фильм, 2020, Италия)